# Шевелів Борис Михайлович
Борис Шевелів (1893, Чернігів — 1938, тюрма НКВД СССР) — український літературознавець та педагог у Чернігові. Жертва московського окупаційного терору. 

## Життєпис
Народився в Чернігові у сім’ї службовця Михайла Федоровича Шевеліва. 1912 із золотою медаллю закінчив Чернігівську чоловічу гімназію і вступив до Петербурзької військово-медичної академії. Втім, за рік Б.М. Шевелів залишив цей навчальний заклад  і вступив на історико-філологічний факультет Київського університету св. Володимира, який успішно закінчив у 1918 р. «по философскому и классическому отделениям». Під час навчання він брав
участь у філософському та психологічному семінаріях і досліджував релігійно-філософські та педагогічні погляди Л.М. Толстого.
Після повернення до Чернігова Б.М. Шевелів протягом 1918 – 1921 рр. читав лекції з філософії та російської літератури у щойно заснованому Чернігівському народному університеті й у 1920 – 1921 рр. фактично очолював цей освітянський осередок. Водночас він викладав етику, психологію та літературу у середніх навчальних закладах міста, на літніх учительських курсах у Чернігові й Острі, деякий час завідував робітничим факультетом у губернському центрі. 
У жовтні 1919 Шевелів був обраний викладачем Чернігівського вищого педагогічного інституту, невдовзі перетвореного в Інститут народної освіти, і читав у ньому переважно філософські та літературознавчі курси аж до жовтня 1924 р.

## Перший арешт
У 1921 р. його було заарештовано по підозрі в участі у якійсь «контрреволюційній організації», але невдовзі звільнено без пред’явлення обвинувачень.
У пошуках роботи Б.М. Шевелів звернувся до Народного комісаріату освіти УСРР «в справі призначення до педвузів Харкова або Києва», але одержав рекомендацію щодо працевлаштування в Ніжині «при умові, коли є вакантні посади». На щастя, посада знайшлася, і 1 грудня 1925 р. Б.М. Шевеліва було призначено деканом факультету соціального виховання і за сумісництвом викладачем Ніжинського інституту народної освіти.
У квітні 1926 р. на заваді подальшій роботі в Ніжині постало погіршення стану здоров’я. Кілька місяців Б.М. Шевелів перебував «на утриманні страхкаси», а в липні 1926 р. «з огляду на катастрофічний стан здоров’я» за власним бажанням був звільнений з роботи.
У другій половині 20 – на початку 30-х рр. Б.М. Шевелів обіймав посаду наукового співробітника Чернігівського державного музею і опікувався збиранням рукописної спадщини й меморіальних речей місцевих діячів культури. Саме на цей час припадає справжній розквіт творчих сил Б.М. Шевеліва. Він опублікував низку ретельно документованих статей і заміток про Л.І. Глібова, більша частина життя якого пройшла на Чернігівщині. Б.М. Шевелів першим обґрунтував думку про активну громадсько-політичну діяльність Л.І. Глібова, його зв’язок з діячами визвольного руху 60-х рр. XIX ст.13 Разом з тим, він доклав чимало зусиль для збирання і текстологічного аналізу літературної спадщини Л.І. Глібова. Саме Б.М. Шевеліву київське видавництво «Сяйво» запропонувало упорядкувати до 100-річчя від дня народження Л.І. Глібова зібрання його творів. 
Того ж таки ювілейного 1927 р. Б.М. Шевелів був одним з ініціаторів та організаторів вшанування пам’яті Л.І. Глібова в Чернігові.
Б.М. Шевелів одним з перших приступив до вивчення чернігівського періоду біографії М.М. Коцюбинського, систематизував відомості про безпосередню причетність письменника до місцевих осередків українського національно-
визвольного руху. Також оприлюднив численні розвідки, присвячені Т.Г. Шевченку, С.Д. Носу, А.П. Свидницькому, П.О. Кулішу, Ганні Барвінок та іншим діячам української культури . Нарешті, Б.М. Шевелів плідно досліджував громадсько-політичне життя Чернігівщини у другій половині ХІХ – на початку XX ст.
Активну наукову і педагогічну діяльність Б.М. Шевелів поєднував з громадською роботою у краєзнавчих організаціях. Він, зокрема, брав активну участь у починаннях створеного 1920 р. Чернігівського наукового товариства, виступав на його засіданнях з доповідями про Г.С. Сковороду та Л.І. Глібова. 
Б.М. Шевелів входив і до складу Комісії по увічненню пам’яті М.М. Коцюбинського. Він також підтримував творчі контакти з Ніжинською науково-дослідною кафедрою історії культури та мови, Комісією історії Лівобережної України, що діяла при Історичній секції Всеукраїнської Академії наук.

## Другий арешт
У 1930 р. Б.М. Шевеліва було заарештовано вдруге. Цього разу по обвинуваченню у причетності до «Спілки визволення України». Довести це не вдалося, і невдовзі Б.М. Шевелів був звільнений, але опинився «на гачку» у ГПУ. Не дивно, отже, що на зламі 1933 – 1934 рр. його як «націоналіста» було звільнено з роботи в музеї. Відтак він влаштувався до обласного відділу народної освіти, а потім – на посаду плановика Чернігівської облпромради. 
Під час «великого терору» у лабетах НКВД опинився Й.С. Пелех, який у 1932 – 1934 рр. очолював Чернігівський обласний відділ народної освіти. На допиті у вересні 1937 р. він «зізнався» у тому, що його колишній співробітник «по роду своєї служби виконував окремі доручення націоналістичного ґатунку». Цього було досить, аби закинути Б.М. Шевеліву участь у «антирадянській українській націоналістичній організації», зв’язок з «контрреволюційним українським елементом», і у березні 1938 р. заарештувати його втретє.
У ході слідства Б.М. Шевелів «визнав», що «вів листування з Грушевським і у своїй практичній роботі у музеї проводив контрреволюційну націоналістичну пропаганду». Водночас він категорично заперечував свою участь у будь-якій «контрреволюційній організації». Однак, за висновком співробітників НКВД, які вельми своєрідно трактували правові норми, Б.М. Шевелів «викривається показаннями активного учасника контрреволюційної української націоналістичної організації Пелеха». Коло замкнулося. На цій підставі 17 квітня 1938 Шевелів разом з дванадцятьма іншими «подільниками» рішенням «трійки» УНКВД Чернігівської області був убитий.   
13 квітня 1957 р. Президія Чернігівського обласного суду скасувала цей вирок і припинила справу Б.М. Шевеліва «за відсутністю складу злочину».

## Твори